# روزا غارسيا (عالم)
روزا غارسيا (بالإسبانية: Rosa García García)‏ (و. 1965  م) هي رياضياتية، وعالمة، واقتصادية إسبانية، ولدت في مدريد.

## التعليم
تعلمت في جامعة مدريد المستقلة.